# Jared Harris
Jared Francis Harris (Londra, 24 agosto 1961) è un attore britannico.
È noto per le serie televisive Fringe, The Crown, The Terror, Chernobyl e per il ruolo del professor Moriarty nel film Sherlock Holmes - Gioco di ombre (2011).

## Biografia
È uno dei tre figli dell'attore irlandese Richard Harris e della sua prima moglie Elizabeth Rees-Williams; i genitori divorziarono quando aveva 8 anni. I suoi fratelli sono Jamie e Damian Harris; è inoltre cugino dell'attrice Annabelle Wallis. Ha studiato alla Duke University. Il 16 luglio 2005 ha sposato l'attrice Emilia Fox, per poi divorziare nel mese di giugno 2010. Nel 2013 ha sposato l'attrice Allegra Riggio, con cui era fidanzato da quattro anni.
Harris è famoso per essere stato David Robert Jones in Fringe (2008-2012), per aver interpretato Lane Pryce in Mad Men (2009-2012) e per aver prestato il volto al Professor Moriarty nel film Sherlock Holmes - Gioco di ombre (2011), ad Anderson Dawes nella serie TV The Expanse (2015-2017), a re Giorgio VI nella prima stagione di The Crown (2016) e a Valerij Legasov nella serie TV Chernobyl (2019). Grazie a quest'ultimo ruolo ha ottenuto una candidatura agli Emmy Awards e una ai Golden Globe come miglior attore protagonista in una miniserie.

## Filmografia

### Attore

#### Cinema
- La ragazza dei sogni (The Rachel Papers), regia di Damian Harris (1989)
- Cuori ribelli (Far and Away), regia di Ron Howard (1992)
- L'ultimo dei Mohicani (The Last of the Mohicans), regia di Michael Mann (1992)
- Occhio indiscreto (The Public Eye), regia di Howard Franklin (1992)
- Assassini nati - Natural Born Killers (Natural Born Killers), regia di Oliver Stone (1994)
- Nadja, regia di Michael Almereyda (1994)
- Pecos Bill - Una leggenda per amico (Tall Tale), regia di Jeremiah S. Chechik (1995)
- Dead Man, regia di Jim Jarmusch (1995)
- Smoke, regia di Wayne Wang e Paul Auster (1995)
- Blue in the Face, regia di Paul Auster, Wayne Wang e Harvey Wang (1995)
- Quentin Carr - cortometraggio (1996)
- The Side of the Road, regia di David Burris - cortometraggio (1996)
- Ho sparato a Andy Warhol (I Shot Andy Warhol), regia di Mary Harron (1996)
- Sunday, regia di Jonathan Nossiter (1997)
- White Lies, regia di Ken Selden (1997)
- Due padri di troppo (Fathers' Day), regia di Ivan Reitman (1997)
- Chinese Box, regia di Wayne Wang (1997)
- Gold in the Streets, regia di Elizabeth Gill (1998)
- Fuzzy Logic, regia di Tom Krueger - cortometraggio (1998)
- Lost in Space - Perduti nello spazio (Lost in Space), regia di Stephen Hopkins (1998)
- Happiness - Felicità (Happiness), regia di Todd Solondz (1998)
- Lulu on the Bridge, regia di Paul Auster (1998) – non accreditato
- Trance, regia di Michael Almereyda (1998)
- B. Monkey - Una donna da salvare (B. Monkey), regia di Michael Radford (1998)
- Lush, regia di Mark Gibson (1999)
- Weekend (The Weekend), regia di Brian Skeet (1999)
- Shadow Magic, regia di Ann Hu (2000)
- How to Kill Your Neighbor's Dog, regia di Michael Kalesniko (2000)
- The Fighter - Il massacro (Bullfighter), regia di Rune Bendixen (2000)
- Fashion Crimes (Perfume), regia di Michael Rymer e Hunter Carson (2001)
- Dummy, regia di Greg Pritikin (2002)
- Igby (Igby Goes Down), regia di Burr Steers (2002)
- Mr. Deeds, regia di Steven Brill (2002)
- Four Reasons, regia di Radha Mitchell (2002)
- I Love Your Work, regia di Adam Goldberg (2003)
- Sylvia, regia di Christine Jeffs (2003)
- Resident Evil: Apocalypse, regia di Alexander Witt (2004)
- Ocean's Twelve, regia di Steven Soderbergh (2004)
- La scandalosa vita di Bettie Page (The Notorious Bettie Page), regia di Mary Harron (2005)
- Cashback, regia di Sean Ellis (2006) – non accreditato
- Lady in the Water, regia di M. Night Shyamalan (2006)
- 32A, regia di Marian Quinn (2007)
- Cracked Eggs, regia di Eric Loren - cortometraggio (2007)
- From Within, regia di Phedon Papamichael (2008)
- Il curioso caso di Benjamin Button (The Curious Case of Benjamin Button), regia di David Fincher (2008)
- Misure straordinarie (Extraordinary Measures), regia di Tom Vaughan (2010)
- The Ward - Il reparto (The Ward), regia di John Carpenter (2010)
- Sherlock Holmes - Gioco di ombre (Sherlock Holmes: A Game of Shadows), regia di Guy Ritchie (2011)
- Lincoln, regia di Steven Spielberg (2012)
- Shadowhunters - Città di ossa (The Mortal Instruments: City of Bones), regia di Harald Zwart (2013)
- Il violinista del diavolo (The Devil's Violinist), regia di Bernard Rose (2013)
- Pompei (Pompeii), regia di Paul W. S. Anderson (2014)
- Le origini del male (The Quiet Ones), regia di John Pogue (2014)
- Poltergeist, regia di Gil Kenan (2015)
- Operazione U.N.C.L.E. (The Man from U.N.C.L.E.), regia di Guy Ritchie (2015)
- Il tuo ultimo sguardo (The Last Face), regia di Sean Penn (2016)
- Certain Women, regia di Kelly Reichardt (2016)
- Allied - Un'ombra nascosta (Allied), regia di Robert Zemeckis (2016)
- Robert the Bruce - Guerriero e re (Robert the Bruce), regia di Richard Gray (2019)
- Morbius, regia di Daniel Espinosa (2022)
- Brave the Dark, regia di Damian Harris (2023)

#### Televisione
- Women & Men 2: In Love There Are No Rules, regia di Walter Bernstein, Mike Figgis e Kristi Zea - film TV (1991)
- South of Sunset – serie TV, episodio 1x01 (1993)
- Lois & Clark - Le nuove avventure di Superman (Lois & Clark: The New Adventures of Superman) - serie TV, episodi 2x10-2x13 (1995)
- New York Undercover – serie TV, episodio 2x08 (1995)
- Due di noi - The Beatles (Two of Us), regia di Michael Lindsay-Hogg - film TV (2000)
- The Other Boleyn Girl, regia di Philippa Lowthorpe - film TV (2003)
- Senza traccia (Without a Trace) – serie TV, episodi 2x02-2x07 (2003)
- To the Ends of the Earth – miniserie TV (2005)
- Coup!, regia di Simon Cellan Jones – film TV (2006)
- The Shadow in the North, regia di John Alexander – film TV (2007)
- Law & Order - Unità vittime speciali (Law & Order: Special Victims Unit) – serie TV, episodio 9x06 (2007)
- The Riches – serie TV, 5 episodi (2008)
- Fringe – serie TV, 9 episodi (2008-2012)
- Mad Men – serie TV, 26 episodi (2009-2012) – Lane Pryce
- The Expanse – serie TV, 7 episodi (2015-2017)
- The Crown – serie TV, 6 episodi (2016-2017)
- The Terror – serie TV, 10 episodi (2018)
- Chernobyl – miniserie TV, 5 puntate (2019)
- Carnival Row – serie TV, 8 episodi (2019)
- Fondazione (Foundation) - serie TV, 19 episodi (2021-2023)

### Doppiatore
- Watchmen - I racconti del vascello nero (Watchmen: Tales of the Black Freighter), regia di Daniel DelPurgatorio e Mike Smith – cortometraggio (2009)
- Boxtrolls - Le scatole magiche (The Boxtrolls), regia di Graham Annable ed Anthony Stacchi (2014)
- Il regalo di Angela (Angela's Christmas Wish), regia di Damien O'Connor (2020)
- Il mostro dei mari (The Sea Beast), regia di Chris Williams (2022)

## Doppiatori italiani
Nelle versioni in italiano dei suoi film, Jared Harris è stato doppiato da:
- Pino Insegno in Sherlock Holmes - Gioco di ombre, Il violinista del diavolo, Poltergeist, Allied - Un'ombra nascosta
- Fabrizio Pucci in B. Monkey - Una donna da salvare, Lincoln, Certain Women
- Angelo Maggi ne Il curioso caso di Benjamin Button, Shadowhunters - Città di ossa
- Roberto Gammino in Due padri di troppo, Mr. Deeds
- Dario Oppido in Chernobyl, Morbius
- Mauro Gravina ne Le origini del male
- Enrico Di Troia in Ocean's Twelve
- Lucio Saccone in Occhio indiscreto
- Saverio Moriones in Dead Man
- Riccardo Rossi in Lost in Space - Perduti nello spazio
- Danilo De Girolamo in Igby Goes Down
- Simone Mori ne La ragazza dei sogni
- Mino Caprio in Resident Evil: Apocalypse
- Luca Biagini in L'ultimo dei Mohicani
- Giorgio Locuratolo in Ho sparato a Andy Warhol
- Roberto Chevalier in Misure straordinarie
- Gaetano Varcasia in The Ward - Il reparto
- Alberto Angrisano in Dummy
- Oliviero Corbetta in Due di noi - The Beatles
- Loris Loddi in Senza traccia
- Francesco Prando in Fashion Crimes
- Sergio Di Giulio in Fringe
- Roberto Draghetti in The Richest
- Pasquale Anselmo ne La scandalosa vita di Bettie Page
- Antonio Sanna in Mad Men
- Roberto Pedicini in Law & Order - Unità vittime speciali
- Teo Bellia in Sylvia
- Claudio Sorrentino in Pompei
- Stefano Santerini in The Expanse
- Massimo Corvo in Operazione U.N.C.L.E.
- Massimiliano Lotti in The Crown
- Massimo De Ambrosis ne Il tuo ultimo sguardo
- Gianni Giuliano in The Terror
- Stefano De Sando in Carnival Row
- Marco Mete in Fondazione

Da doppiatore è sostituito da:
- Stefano Benassi in Boxtrolls - Le scatole magiche
- Alessandro Budroni ne Il regalo di Angela
- Diego Abatantuono ne Il mostro dei mari

## Premi e candidature
- Golden Globe
  - 2020 – Candidatura al miglior attore protagonista in una mini-serie o film per la televisione per Chernobyl

- Emmy Awards
  - 2012 – Candidatura al miglior attore non protagonista in una serie drammatica per Mad Men
  - 2019 – Candidatura al miglior attore protagonista in una mini-serie o film per la televisione per Chernobyl

- Screen Actors Guild Award
  - 2009 – Candidatura per il miglior cast in un film per Il curioso caso di Benjamin Button
  - 2010 – Miglior cast in una serie drammatica per Mad Men
  - 2011 – Candidatura per il miglior cast in una serie drammatica per Mad Men
  - 2013 – Candidatura per il miglior cast in una serie drammatica per Mad Men
  - 2017 – Candidatura per il miglior cast in una serie drammatica per The Crown

- Satellite Award
  - 2017 – Candidatura al miglior attore non protagonista in una serie, mini-serie o film per la televisione per The Crown
  - 2019 – Candidatura al miglior attore in una mini-serie o film per la televisione per The Terror
  - 2020 – Miglior attore in una mini-serie o film per la televisione per Chernobyl

- Critics' Choice Awards
  - 2016 – Candidatura alla miglior guest star in una serie drammatica per The Crown
  - 2020 – Candidatura al miglior attore in un film per la televisione o mini-serie per Chernobyl

- BAFTA
  - 2017 – Candidatura al miglior attore non protagonista per The Crown
  - 2020 – Miglior attore per Chernobyl

- Sitges - Festival internazionale del cinema fantastico della Catalogna (New American Cinema Award)
  - 1998 – Miglior attore per Trance

- Seattle International Film Festival (New American Cinema Award)
  - 2000 – Miglior cast per Weekend